# Heliconius aglaopeia
Heliconius aglaopeia är en fjärilsart som beskrevs av Otto Staudinger 1896. Heliconius aglaopeia ingår i släktet Heliconius och familjen praktfjärilar. Inga underarter finns listade i Catalogue of Life.